# Protosagitta spinosa
La protosagitta (Protosagitta spinosa) è un animale estinto, appartenente al gruppo dei chetognati. Visse nel Cambriano inferiore (circa 520 milioni di anni fa) e i suoi resti sono stati ritrovati in Cina, nella ben nota fauna di Maotianshan.

## Descrizione
Lungo circa tre centimetri e mezzo, questo animale possedeva una struttura corporea affine a quella degli attuali chetognati (o sagitte). Il corpo era chiaramente diviso in tre parti: una corta testa (lunga circa il 10% dell'intero animale), un tronco cilindrico e una coda snella, la cui parte finale non si è conservata. Tra capo e tronco vi era un'area più stretta (collo), mentre un sottile canale digerente correva per tutta la lunghezza del corpo e terminava tra la fine del tronco e l'inizio della coda. Erano inoltre presenti due pieghe laterali simili a pinne e una possibile pinna caudale.
La testa era dotata di due serie simmetriche di spine laterali e di strutture ellittiche, probabilmente muscoli. Una delle serie di spine possiede almeno otto elementi, ognuno dei quali incurvato e con una base allargata; l'altra serie di spine è più compatta e meno chiaramente distinguibile, mentre alcune strutture simili a bastoncini sono state interpretate come denti. Gran parte del tronco e della coda era dotata di strutture simili a muscoli, come avviene per i chetognati attuali.

## Classificazione
Descritto per la prima volta nel 2004, questo animale è stato ritenuto dagli studiosi un antico rappresentante dei chetognati, un piccolo gruppo di animali marini costituito dalle attuali sagitte. L'unico fossile di Protosagitta finora rinvenuto è quasi identico, sotto molti aspetti, alle forme attuali; gli studiosi, quindi, ritengono che dal Cambriano inferiore questi animali non abbiano cambiato la loro morfologia. Altri possibili chetognati sono stati ritrovati in Cina (Eognathacantha) e in Canada (Amiskwia, Oesia) ma, almeno per le forme nordamericane, la classificazione è più che mai incerta.

## Stile di vita
La forma slanciata e la presenza di strutture simili a pinne indicano che la protosagitta doveva essere un nuotatore attivo, analogamente a gran parte delle forme attuali. Probabilmente questo piccolo animale era un predatore, che cacciava prede minuscole e nuotatrici grazie ai rapidi movimenti ondulatori del corpo, e le afferrava con le spine cefaliche.